# 伤痕文学
伤痕文学，是中华人民共和国於1970年代末“拨乱反正”时期出现的文学创作思想，是中国大陸在“文化大革命”结束后出现的文学潮流，一度成为1980年代文學思潮的主流。伤痕文学主要表现文化大革命為人们带来的精神、物质上的巨大伤害，以及反思国家民族前途，是具有历史转折意义的文学现象，与“反思文学”密切相关，在当时社会中产生了广泛的影响。「傷痕文學」的名称来源于卢新华于1978年8月11日在《文匯報》上发表的小说《傷痕》。

## 开端

### 文革晚期
1974年11月，陳若曦在香港《明報月刊》107期發表短篇小說《尹縣長》，將陝西一位接受招降並當上縣長的前國民黨上校在文革時被逼害致死的故事，以小說形式寫出，細膩的刻劃出文革時期對人性的扭曲及對百姓的迫害。該小說是第一篇以中共文革為背景的小說，成為「傷痕文學」的先聲，甫一刊載，便引發極高的關注與討論，並在1999年入選《亞洲周刊》「二十世紀中文小說一百強」。

### 拨乱反正时期
1977年11月，刘心武在《人民文学》上发表短篇小说《班主任》，当时评论界认为，《班主任》主要价值是揭露“文革”对“相当数量的青少年的灵魂”的“扭曲”所造成的“精神内伤”，有认为该篇发出的“救救被四人帮坑害了的孩子”的时代呼声。
1978年8月11日，复旦大学一年级新生卢新华在《文匯報》上发表的小说《傷痕》。這小說在“反映人们思想内伤的严重性”和“呼吁疗治创伤”的意义上，得到当时推动文学新变的人们的首肯。
1979年，白樺發表反映文革苦難的電影劇本《苦戀》，寫了名畫家凌晨光一生的遭遇。1949年後他從海外返國，在文革期間全家受到逼害，他被打致遍體鱗傷，無處容身的女兒決定和華僑男友離開中國，她問凌晨光：「爸爸！您愛我們這個國家，苦苦地留戀這個國家……可這個國家愛您嗎？！」——這劇本深刻反映文革苦難，被認定為傷痕文學的代表作，並於1980年被拍成電影《太陽和人》，但電影引起政治批判風波，成為內地禁片。

## 代表作品
伤痕文学早期创作以短篇小说为主，与“反思文学”密切相关，二者均在“新启蒙主义”的大背景下进行创作。一般认为，最早问世并产生较大影响者，包括陳若曦在1974年發表的《尹縣長》、莫应丰出版于1979年的《将军吟》、周克芹描写农村的《许茂和他的女儿们》、及古华的《芙蓉镇》。
| 發表年份 | 作者   | 作品                 |
| 1974年   | 陳若曦 | 《尹縣長》           |
| 1977年   | 刘心武 | 《班主任》           |
| 1978年   | 卢新华 | 《傷痕》             |
| 1978年   | 陳若曦 | 《歸》               |
| 1979年   | 白樺   | 《苦戀》             |
| 1979年   | 馮驥才 | 《啊!》              |
| 1979年   | 从维熙 | 《大墙下的红玉兰》   |
| 1979年   | 郑义   | 《枫》               |
| 1979年   | 周克芹 | 《許茂和他的女兒們》 |
| 1980年   | 戴厚英 | 《人啊，人！》       |
| 1980年   | 莫應豐 | 《將軍吟》           |
| 1980年   | 张贤亮 | 《灵与肉》           |
| 1980年   | 张弦   | 《被爱情遗忘的角落》 |
| 1980年   | 袭巧明 | 《思念你，桦林！》   |
| 1981年   | 王安忆 | 《本次列车终点》     |
| 1981年   | 古华   | 《芙蓉镇》           |
| 1981年   | 古华   | 《爬满青藤的木屋》   |
| 1982年   | 陈建功 | 《飘逝的花头巾》     |
| 1986年   | 郑义   | 《老井》             |
| 1986年   | 戴厚英 | 《詩人之死》         |

## 评价
- 伤痕文学代表人物之一的卢新华认为，伤痕文学实际上是对极左政治思想运动给一个普通家庭造成的伤害的深刻揭露，尽管它使当代文学重新回到“人学”的正常轨道，并摆脱了“假、大、空”的浮泛创作风气，从而备受推崇，但由于它过于注重情感的宣泄，篇篇作品充满了悲情主义色彩，再加上特定时期的社会现实，伤痕文学必然是短命的[20][21]。
- 北京大学中文系教授戴锦华认为，伤痕文学以清算文化大革命的方式来完成七八十年代之交的中国社会的深刻转型，采用文革历史中的无辜的受害人、勇敢的抗议者、清醒成熟的智者（包括“真正的共产党人”）与邪恶、非人的恶势力出演的惨烈悲剧为素材，以改寫歷史，進行文化遮蔽，是一次成功的意识形态实践[22]。

- 由於伤痕文学的一些作品的主要內容在描寫苦難和痛苦，中国共产党官方態度認為是「資產階級自由化」、違反社會主義現實主義，其中鄧小平评价傷痕文學是「哭哭啼啼，沒有出息」，也曾点名批评《苦恋》[23][24][25]。

- 语言学家季羡林在1998年的《牛棚杂忆》的自序里面说，“虽然有一段时间流行过一阵所谓‘伤痕’文学，然而根据我的看法，那不过是碰伤了一块皮肤，只要用红药水一擦就万事大吉了。真正的伤痕还深深地埋在许多人的心里，没有表露出来。我期待着当事人有朝一日会表露出来。”[21][26]
- 学者刘复生认为，“‘伤痕文学’表达了‘知青’与‘红卫兵’一代人对‘文革’的幻灭，这是最深刻的精神‘创伤’，历经波折之后，这一代人开始对自己曾参与其中或被裹胁其中的‘文革’进行批判性回顾并继尔对共产主义理想和信仰进行痛苦反省。... 如果说八十年代的思想主流是‘新启蒙’主义，那么，在‘伤痕文学’时期，很多作品试图回归的却不是‘五四’，而是正统的革命传统或者‘继续革命’的‘文革’最初构想，这样的表述恐怕不能仅仅视为不得已的表达策略或保护措施而已。”[27]